# 奧爾科潘帕區
奧爾科潘帕區（西班牙語：Distrito de Orcopampa），是秘魯的一個區，位於該國南部阿雷基帕大區的卡斯蒂利亞省，面積724.37平方公里，海拔高度3,779米，2005年人口6,444，人口密度每平方公里8.9人。